# Sidalcea malviflora
Sidalcea malviflora là một loài thực vật có hoa trong họ Cẩm quỳ. Loài này được (DC.) A. Gray ex Benth. miêu tả khoa học đầu tiên năm 1848.

## Phân loài
Có hơn 10 phân loài trong loài này, một vài loài trong đó là đặc hữu và hiếm:
- Sidalcea malviflora ssp. californica — California checkerbloom.
- Sidalcea malviflora ssp. dolosa — endemic to the San Bernardino Mountains.[3]
- Sidalcea malviflora ssp. laciniata
- Sidalcea malviflora ssp. laciniata var. laciniata
- Sidalcea malviflora ssp. laciniata var. sancta
- Sidalcea malviflora ssp. malviflora — Checker mallow [4]
- Sidalcea malviflora ssp. patula — Siskiyou checkerbloom — endemic to far northwestern California and southwestern Oregon.[5]
- Sidalcea malviflora ssp. purpurea — Purple-stemmed checkerbloom — endemic to the California coast just north of the San Francisco Bay Area.[6]
- Sidalcea malviflora ssp. rostrata
- Sidalcea malviflora ssp. virgata — Dwarf checkerbloom [7]